# Clube Atlético Pimentense
Il Clube Atlético Pimentense, noto anche semplicemente come Pimentense, è una società calcistica brasiliana con sede nella città di Pimenta Bueno, nello stato della Rondônia.

## Storia
Il club è stato fondato il 3 marzo 1987. Il Pimentense ha vinto il Campeonato Rondoniense Segunda Divisão nel 2012, dopo aver sconfitto in finale il Santos Porto Velho.

## Palmarès

### Competizioni statali
- Campeonato Rondoniense Segunda Divisão: 2

2012, 2021